# SCP 재단의 세계관
SCP 재단은 SCP 재단 위키에서 다루는 세계관의 배경이 되는 가상의 기관이다. 또한 SCP는 Secure, Contain, Protect (확보, 격리, 보호)의 약자로, 그리고 미국에 본부를 두고 있으며, 대한민국을 비롯한 여러 나라와 협력하고 지부를 두고 있다.
인류에게 위협이 될 만한 것들과, 초자연적인 존재들을 확보하고 격리하며 인류 전체와 민간인을 보호하려고 설립된 비밀 시설이다.
- We die in the dark so you can live in the light.

우리는 당신들이 빛 속에서 살도록 어둠 속에서 죽는다.

## 개체들의 등급
SCP 개체들은 SCP 개체(인류에게 충분한 위험을
끼칠 수 있는 개체)가 되었을 때 등급을 받으며, 이 등급의 기준은 격리에 실패했을 때 얼마나 위험하냐가 아닌 격리를 진행할 때 격리가 얼마나 힘드냐를 기준으로 두고 있다.

### 정규 등급
- NEUTRALIZED(무력화됨): 더 이상 위험성을 나타내지 않거나 파괴된 개체에게 부여되는 등급이다(예: SCP-173-D).
- SAFE(안전): 쉽고 안전하게 격리할 수 있거나 아예 격리가 필요없을 정도로 안전한 개체에게 부여되는 등급이다(예: SCP-999, SCP-131).
- EUCLID(유클리드): 해당 개체에 대한 이해가 부족하거나 예측이 불가능함으로 인해, 격리를 위한 더 많은 자원이 필요하거나 격리가 항상 견고하지는 않은 개체에게 부여되는 등급이다(예: SCP-049, SCP-096).
- KETER(케테르): 안정적이지 않고 지속적인 격리가 불가능하거나 어렵고 격리를 위해 매우 복잡한 절차가 필요한 개체에게 부여되는 등급이다. 일부 개체들은 격리 자체가 완전히 불가능하다(예: SCP-035, SCP-682).
- THAUMIEL(타우미엘): 다른 변칙 개체들을 격리, 억제하는 데에 쓰일 수 있는 개체에게 부여되는 등급이다. 존재 자체가 극비이며, 보통 O5 평의회 밖의 인원에게는 거의 알려져 있지 않다(예: SCP-3000, SCP-2000).
- APOLLYON(아폴리온): 케테르보다 엄청나게 강력한,  강력한 개체들에게 부여되는 등급이다. 이들 중 거의 모든 개체들은 XK급 세계멸망 시나리오를 불러올 수 있으며, 그보다 더한 것을 불러올 수 있는 개체들도 매우 많다.
- ARCHON(아르콘): 이론적으로 격리할 수 있으나 모종의 이유로 미격리 상태(예:격리할수는 있지만 부작용이 클것으로 예상될때)로 내버려 두는 것이 최적인 SCP들에게 부여되는 등급이다. 이 등급의 SCP들은 격리가 불가능 한게 아니다.

#### 등급 지정법
개체에게 이 등급들을 지정하기 위해서 재단은 잠긴 상자 테스트(Locked box test)라는 것을 만들었다. 이를 하는 과정은 우선 개체를 박스 안에 넣고 가두는 것이다. 이때 만약 개체가 탈출을 하지 않거나 나쁜 일이 일어나지 않으면 안전 등급 이고, 개체를 상자 안에 넣고 잠구었는데 무슨 일이 일어날지 확신할 수 없다면 유클리드 등급, 그 개체가 그 상자를 탈출하려고 계속 노력하거나 그 상자를 매우 쉽게 탈출하면 케테르 등급, 그 개체가 상자 자체라면 타우미엘 등급이 붙는다.

### 비정규 등급
비정규 등급들은 공식 등급에 붙는 하위 등급들이나, 공식적이지 않은 등급이거나, 장난식의 등급들을 뜻한다.
- JOKE(장난): 장난을 치려고 쓴 문서들을 뜻한다. SCP-___ 같은 개체들 빼고 거의 장난식으로 쓴 문서들이며, SCP 재단 위키 자체에서도 사람들이 장난식으로 만든 문서들이라고 지칭한다.
- DECOMMISSIONED(퇴역): 과거 운영진이 문제가 있는 항목을 삭제에서 그치지 않고 반면교사 역할을 할 수 있는 역할을 하도록 사용한 개체 등급이다. 이 등급은 더 이상 사용되지 않는다.
- EXPLAINED(해명됨): 과학의 발달로 인해 일상적인 과학 수준으로 이해되거나, 개체가 가진 특성이 초자연적인 이상현상이 아니라는 것이 밝혀진 개체에게 부여되는 등급이다.

## 인원 계급
재단에서는 재단에서 일하는 사람들에게도 계급을 부여한다. 주로 A계급부터 D계급, 때때로 E계급이 재단의 직원으로 분류된다.
- A 계급은 가장 높은 계급이다. O5 평의회 의원들과 같은 매우 중요한 인물들만 이 계급을 부여받는다. 보통 이 계급은 타우미엘, 아폴리온과 같은 등급들을 아는 경우가 많다. O5 평의회는 이 계급을 항상 유지해야 한다.
- B 계급은 재단의 세계적인 업무들을 주로 맡는 인원들이다.
- C 계급은 이러한 개체들에게 실제로 접촉하는 인원들이다. 주로 변칙적인 모습을 나타내는 개체들에게 접근하고 접촉한다. 보통 시설경비원, 과학자등이 대표적인 C계급이다.
- D 계급은 사형수들로 모집되거나, 원래 높은 등급이었지만 떨어진 사람들을 주로 모집하고 1개월 동안 재단의 일을 도와주면 죄를 묻지 않고 석방해 주겠다는 조건 하에서 일하는 직원들이다. 주로 위험한 SCP들을 다루거나 실험을 할 때 사용되는 인원들이다. 하지만 D 계급 인원이 부족할시 1개월 동안 재단을 도와줬더라고 해도 기억소거제를 사용해 기억을 지운 후 재활용 하거나 처분한다. (SCP 중에서 얻어오는 경우도 있다.)
- E 계급은 새로운 개체의 특성에 노출된 인원들에게 부여하는 등급이다. 아무 이상이 없다고 판단되면 재단에서 검사를 하고, 다시 원래 계급으로 복구시켜 준다.

재단 내에서 일하는 직원들에게는 또 직함이 주어진다.
- 직원
  - 격리 전문가: 개체들의 격리 전문으로 담당하는 직원들이다.
  - 연구원: 실험, 연구를 주로 맡는 과학자들로 이루어져 있다.
  - 보안담당관: 시설경비, 시설경비원, 가드라고도 부르며, 보안 관련 업무를 한다.
  - 전술대응 담당관: 위험 개체나 재단에 적대적인 다른 단체와 관련된 상황에 대응하는 것을 임무로 한다.
  - 기지 관리원: (기지감독관 또는 기지관리자라고도 불린다.) 기지의 상황을 보고하거나 어떤 SCP가 탈출하였는지 보고한다.
  - O5(Overseer 5): O5는 최고의 재단감독관이며 재단의 우두머리이다. 하는 일은 수시로 기동특무부대를 관리, 또는 연구원, 시설 경비, 격리전문가를 관리하고 기밀로 지정된 SCP문서를 관리한다.

- - 기동특무부대: 특수한 목적으로 소집되며 목적이 끝나면 해체되지만 작전 도중 얻은 기술이 도움이 된다 생각되면 유지된다.
- 기동특무부대 목록
  - 기동특무부대 알파-1 "붉은 오른손"
  - 기동특무부대 알파-4 "조랑말 속달우편"
  - 기동특무부대 알파-9 "최후의 희망"
  - 기동특무부대 베타-1 "소작지혈기"
  - 기동특무부대 베타-4 "조난자들"
  - 기동특무부대 베타-7 "위험 물질".
  - 기동특무부대 감마-5 "훈제 청어"
  - 기동특무부대 감마-6 "심해 섭식자"
  - 기동특무부대 감마-13 "아시모프의 법칙인도자들"
  - 기동특무부대 델타-5 "선두주자"
  - 기동특무부대 엡실론-8 "조산사"
  - 기동특무부대 엡실론-6 "시골뜨기"
  - 기동특무부대 엡실론-9 "불 먹는 차력사"
  - 기동특무부대 엡실론-11 "구미호"
  - 기동특무부대 제타-9 "뒤쥐"
  - 기동특무부대 에타-10 "비례물시"
  - 기동특무부대 세타-4 "정원사"
  - 기동특무부대 세타-5 "더 큰 배"
  - 기동특무부대 에타-11 "사나운 야수들"
  - 기동특무부대 세타-90 "각마기"
  - 기동특무부대 이오타-10 "빌어먹을 FBI"
  - 기동특무부대 카파-10 "스카이넷"
  - 기동특무부대 람다-4 "조류관찰자"
  - 기동특무부대 람다-5 "흰토끼"
  - 기동특무부대 람다-12 "해충 구제"
  - 기동특무부대 람다-14 "1성급 평론가"
  - 기동특무부대 뮤-3 "상회입찰자"
  - 기동특무부대 뮤-4 "디버거"
  - 기동특무부대 뮤-13 "고스트버스터즈"
  - 기동특무부대 뉴-7 "전속력으로"
  - 기동특무부대 크시-3 "신체강탈자들"
  - 기동특무부대 파이-1 "도시 촌놈"
  - 기동특무부대 로-1 "교수님"
  - 기동특무부대 시그마-9 "발키리'
  - 기동특무부대 타우-9 "책벌레"
  - 기동특무부대 카이-3 "구마사"
  - 기동특무부대 오미크론 로 "드림팀"
  - 기동특무부대 로-1 "교수님들"
  - 기동특무부대 로-9 "기술지원"
  - 기동특무부대 로-19 "키티라인"
  - 기동특부무대 시그마-3 "서지학자"
  - 기동특무부대 시그마-66 "십육 톤"
  - 기동특무부대 타우-5 "윤회"
  - 기동특무부대 프시-8 "소음기"
  - 기동특무부대 오메가-7 "판도라의 상자" (단 이 기동특무부대는 특정사건으로 인해 없어졌다.)
  - 기동특무부대 오메가-0 "아라 오룬"
  - 기동특무부대 오메가-12 "아킬레스의 발뒤꿈치"
  - 기동특무부대 스티그마-9 "자연발생하는 톱니, 지레, 도르래에서 진화함"
  - 기동특무부대 엡실론-7 "물망초"
  - 기동특무부대 에타-4 "썩 꺼져라 토트"
  - 기동특무부대 에타-5 "예거봄버스"
  - 기동특무부대 입실론-4 "설탕알약"
  - 기동특무부대 파이-2 "영리한 소녀들"
  - 기동특무부대 엡실론-13 "다른 ??들"

## 혼돈의 반란
O5에 의해서 붉은 오른손을 기반으로 창설된 비밀 특무부대 '반란'은 SCP재단을 배신한 것으로 위장해 각종 비윤리적인 임무를 맡은 부대였다. 하지만 어느날 예정에 없었던 기지를 습격하고 SCP 몇개를 탈취한 후 사라지고 자신을 혼돈의 반란이라고 주장해 정말로 재단을 배신하게 되었다.

## 재단의 시설 구분
재단의 시설은 기지와 구역으로 구분된다. 기지는 민간인들을 속이려고 회사 등으로 위장한 장소이며 구역은 숨겨진 곳에 위치한 시설이다. 대부분의 구역은 핵탄두같은 극단적인 장치를 보유하고있다. 시설은 섹터와 유닛으로 나뉘는데 섹터는 개체들의 연구, 보관등을 위해 지정된 지역이며 유닛은 오로지 위험한 존재의 격리를 위해서만 지정된 지역이다.

## 재단이 아닌 다른 단체들
재단의 세계관에서 이러한 개체들에게 관심을 갖거나 개체들을 보유하고 있는 집단은 재단뿐만 아니라 여러 가지 단체들이 존재한다.
- 알렉실바 대학교alexylva-university-hub)

알렉실바 대학교는 재단의 세계관과는 다른 평행우주의 단체이다. SCP 개체로 지정될 만한 수준의 물건을 직접 만들어낼 수 있을 정도로 높은 기술 수준을 지닌 것으로 추정된다.
- 앤더슨 로보택스(anderson-robotics-hub)

변칙적인 로봇, 인공지능, 컴퓨터 프로그램 등을 만드는 회사이다. 재단은 이 회사를 감시하기 위해 '기동특무부대 감마-13'을 창설했다.
- Are you Cool Yet?

예술작품같은 느낌이 나는 개체를 제작해서 퍼뜨리고 다니는 집단이다. 또한 대부분이 위험한 개체들이다.(예시:SCP 173)
- 혼돈의 반란(chaos-insurgency)

혼돈의 반란은 재단을 배신한 척 하며 재단에서조차 비윤리적이라고 생각하는 일들을 처리하는 임무를 맡은 기동특무부대  알파-1 "붉은 오른손"의 대원들 중 일부가 있는 기동특무부대 반란이였지만, 어느날에는 진짜로 재단을 배신하고 중요한 개체 몇개를 탈취하고 재단에서 사라져 버리더니 혼돈의 반란을 세우고 나타났다. 변칙 개체를 실험할 때 재단이 D계급 인원을 쓰는 것과 같이 이 단체는 독재 국가의 시민을 데려가서 실험을 한다.
- 시카고 스피릿(CHICAGO-SPIRIT)

미합중국의 범죄조직으로, 변칙 개체를 사용해 범죄를 저지른다.
- 부서진 신의 교단(CHURCH-OF-THE-broken-god-hub)

부서진 신의 교단은 사이비 종교로, 재단의 적대집단 중 하나이다.
- 제2하이토스 교단

외계에서 발원한 종교인 오르토산교를 믿는 종교집단이다.
- 원더테인먼트 박사(dr-wondertainment-hub)

재단에선 개체로 분류될 수 있는 변칙적인 물건들을 개발하고 있는 집단, 혹은 사람이다. 다양한 개체들을 개발해 왔다. 이 집단, 혹은 사람이 제작한 개체들을 보면 대체적으로 아이들의 장난감의 느낌이 난다. 사용 설명서의 규칙을 그대로 지키면 정말 단순한 장난감이 될 수도 있지만 그렇지 않을 경우 한 사람, 혹은 여러 명을 죽일 수도 있는 무서운 살상병기로 변한다. 20세기 초반에 실존했던 기업 알프레드 길버트사에서 모티브를 따온 것으로 보인다.
- 세계 오컬트 연합(UN GOC)

혼돈의 반란 다음으로 인지도가 높은 재단의 적대단체였던 단체. 재단과 마찬가지로 인류를 변칙개체로부터 보호하려는 목적을 가지고 있으나 변칙 개체들을 격리하려고 하는 재단과 달리 세상에 존재하는 모든 개체들을 파괴하려고 한다. 재단이 개체가 있다는 사실이 들어오면 확보하기 위해 출동하는 것처럼 이들은 개체가 있다는 사실이 들어오면 파괴하기 위해 출동한다. 그 변칙 개체라는 것이 물건이든, 현상이든 생명체든 인간이든 일단 변칙 개체면 모조리 없애버린다. 그렇기 때문에 상당수의 개체가 재단에 들어오기 전에 이 연합에 의해 파괴되었다. 종종 SCP 재단과 하나의 변칙개체를 두고 갈등하기도 한다.
- 뱀의 손(S.N Hand)

'방랑자의  도서관'이라는 공간을 본거지로 삼고 있는 초능력자 집단이다. 또한 뱀의 손은 재단에 격리중인 여러 개체들을 훔치기도 한다. 실제로 무력화됨 등급은 재단보다 뱀의 손에 의해 파괴된 경우가 더 많다. 그리고 살아있는 인간형 개체들의 인권을 존중해달라고 재단과 세계 오컬트 연합 등에게 요청하는데 그와 정반대의 의견을 가진 세계 오컬트 연합이랑 사이가 안 좋다.
- 연방수사국 특이사건부(FBI)

미국에서 만들어진 FBI 내 본부다. 초자연적 현상이나 변칙 개체를 조사하고 대응하기 위해 설립되었다고 한다. 냉전 이후 지원이 끊기며 규모도 장비도 인적 자원도 다른 단체들에 비하면 별로 없기 때문에 많이 언급되지는 않는다. SCP 재단과 싸운 경우가 많기 때문에 기동특무부대 이오타-10 "빌어먹을 FBI"가 설립되었다.
- 총참모부 정보총국 "P"부서(gru-p-hub)

구 소련에서 만들어진 GRU 산하의 단체이다. 소련 붕괴 이후 지원이 끊기고 규모가 대폭 단축되었기 때문에 별로 언급이 되지는 않는다.
- 사르킥 숭배sarkicism-hub)

식인 의식, 인신공양, 인체개조, 전염병 유포, 차원조작을 일삼는 사이비 종교연합단체이다. 관련 개체들의 대부분이 케테르 등급을 가지고 있으며 그러한 개체가 직접적으로 묘사된 사진은 별로 없지만 글에서는 인간을 가지고 도저히 원형이 인간이라 믿을 수 없는 온갖 괴물들을 만들며, 인간을 가지고 살아있는 도구나 건축물을 만들기까지 한다.
- 유한회사 마셜, 카터 & 다크(marshall-carter-and-dark-hub)

SCP들을 유명인 혹은 경매로 통해 부유한 사람이나 상류층에게 팔아서 돈을 버는 것을 주로 하는 기업이다.
- 대마초를 반대하는 게이머들(gamersagainst-weed-hub)

Are We Cool Yet?에서 파생된 단체로 주로 15세~30세의 인원들로 구성되어 있으며, 거의 대부분 인터넷으로 활동한다.